# 1364

سنة 1364 كانت سنة كبيسة تبدأ يوم الإثنين (سوف يظهر الرابط التقويم الكامل للعام) حسب التقويم اليولياني.

## أحداث
- 8 أبريل - شارل الخامس يصبح ملك فرنسا

## مواليد
- تقي الدين المقريزي
- عبد الرحمن عبد الله عبد العزيز المشيقح